# Morgano
Morgano (velenceiül Morgan) település Olaszországban, Veneto régióban, Treviso megyében. Lakosainak száma 4424 fő (2023. január 1.). Morgano Paese, Piombino Dese, Istrana, Quinto di Treviso és Zero Branco községekkel határos.

## Népesség
A település népességének változása:
| Lakosok száma | 4491 | 4485 | 4424 |
|               | 2017 | 2018 | 2023 |